# Civilszki járás
A Civilszki járás (oroszul Цивильский район, csuvas nyelven Çĕрпӳ районĕ) Oroszország egyik járása Csuvasföldön. Székhelye Civilszk.

## Népesség
- 1989-ben 37 581 lakosa volt.
- 2002-ben 38 744 lakosa volt, melynek 90%-a csuvas.
- 2010-ben 36 772 lakosa volt.